# Ritmo (Bad Boys for Life)
Singles par The Black Eyed Peas
Explosion
(2019) Mamacita
(2020)
Singles par J Balvin
Qué pena
(2019) Blanco
(2019)
Clip vidéo
[vidéo] « Ritmo (Bad Boys for Life) », sur YouTube
Ritmo (Bad Boys for Life) est une chanson du groupe américain Black Eyed Peas et du chanteur colombien J Balvin. Elle est sortie en single sous le label Epic Records le 11 octobre 2019 comme extrait de la bande originale du film Bad Boys for Life. La chanson est également présente sur le 8e albums studio du groupe, Translation.
La chanson est caractérisée par la présence d'un échantillon de la chanson The Rhythm of the Night du groupe italien Corona.

## Classements et certifications

### Classements
| Classement (2019-20)                    | Meilleure position |
| --------------------------------------- | ------------------ |
| Allemagne (GfK Entertainment)           | 24                 |
| Argentine (Argentina Hot 100)           | 2                  |
| Australie (ARIA)                        | 100                |
| Autriche (Ö3 Austria Top 40)            | 67                 |
| Belgique (Flandre Ultratop 50 Singles)  | 30                 |
| Belgique (Wallonie Ultratop 50 Singles) | 27                 |
| Bolivie (Monitor Latino)                | 1                  |
| Brésil (Top 100 Brasil)                 | 77                 |
| Canada (Hot 100)                        | 31                 |
| CEI (Tophit)                            | 3                  |
| Chili (Monitor Latino)                  | 2                  |
| Colombie (National-Report)              | 1                  |
| Colombie (Monitor Latino)               | 1                  |
| Équateur (National-Report)              | 5                  |
| Équateur (Monitor Latino)               | 5                  |
| Espagne (PROMUSICAE)                    | 2                  |
| États-Unis (Hot 100)                    | 26                 |
| États-Unis (Adult Pop Songs)            | 27                 |
| États-Unis (Dance Club Songs)           | 2                  |
| États-Unis (Hot Dance/Electronic Songs) | 1                  |
| États-Unis (Hot Latin Songs)            | 1                  |
| États-Unis (Pop Airplay)                | 9                  |
| États-Unis (Rhythmic Songs)             | 9                  |
| France (SNEP)                           | 10                 |
| France (SNEP Ventes)                    | 8                  |
| Guatemala (Monitor Latino)              | 10                 |
| Honduras (Monitor Latino)               | 3                  |
| Hongrie (Single Top 40)                 | 13                 |
| Hongrie (Rádiós Top 40)                 | 2                  |
| Hongrie (Dance Top 40)                  | 8                  |
| Irlande (IRMA)                          | 53                 |
| Israël (Media Forest)                   | 2                  |
| Italie (FIMI)                           | 3                  |
| Lituanie (AGATA)                        | 28                 |
| Nicaragua (Monitor Latino)              | 4                  |
| Panama (Monitor Latino)                 | 2                  |
| Paraguay (Monitor Latino)               | 3                  |
| Paraguay (SGP)                          | 2                  |
| Pays-Bas (Single Top 100)               | 72                 |
| Pérou (Monitor Latino)                  | 4                  |
| Pologne (ZPAV)                          | 11                 |
| Porto Rico (Monitor Latino)             | 3                  |
| Portugal (AFP)                          | 11                 |
| Roumanie (Airplay 100)                  | 1                  |
| Russie (Tophit)                         | 2                  |
| Salvador (Monitor Latino)               | 1                  |
| Slovaquie (IFPI Rádio)                  | 46                 |
| Slovaquie (IFPI Singles Digitál)        | 48                 |
| Suède (Sverigetopplistan)               | 72                 |
| Suisse (Schweizer Hitparade)            | 6                  |
| Suisse (Charts Romandie)                | 5                  |
| Tchéquie (IFPI Rádio)                   | 82                 |
| Ukraine                                 | 5                  |
| Uruguay (Monitor Latino)                | 3                  |
| Venezuela (Monitor Latino)              | 2                  |

| Classement (2019)                       | Position |
| --------------------------------------- | -------- |
| Italie (FIMI)                           | 93       |
| États-Unis (Hot Dance/Electronic Songs) | 74       |

### Certifications
| Région | Certification | Ventes/Streams |
| --- | ------------- | -------------- |
| Belgique (BEA) | Or            | 20 000*        |
| Espagne (PME) | 3 × Platine   | 120 000^       |
| États-Unis (RIAA) | Platine       | 1 000 000^     |
| France (SNEP) | Platine       | 200 000*       |
| Italie (FIMI) | Platine       | 50 000*        |
| Mexique (AMPFV) | 4 × Platine   | 60 000^        |
| Portugal (AFP) | Platine       | 20 000x        |
| *Ventes selon la certification ^Mise en rayon selon la certification xNon précisé par la certification ‡ventes/streaming selon la certification |               |                |

## Historique de sortie
| Pays   | Date            | Format                       | Label | Réf.  |
| ------ | --------------- | ---------------------------- | ----- | ----- |
| Divers | 11 octobre 2019 | - Téléchargement - streaming | Epic  | [ 1 ] |